# Joshua Atkinson
Joshua Atkinson (* 25. Mai 2003) ist ein thailändischer Leichtathlet australischer Herkunft, der im Sprint und Mittelstreckenlauf an den Start geht und seit 2022 für Thailand startberechtigt ist. Er ist aktueller Inhaber des Landesrekordes über 800 Meter.

## Sportliche Laufbahn
Erste internationale Erfahrungen sammelte Joshua Atkinson im Jahr 2022, als er bei den Südostasienspielen in Hanoi in 46,44 s die Goldmedaille im 400-Meter-Lauf gewann und sich in 1:55,75 min auch die Goldmedaille über 800 Meter sicherte. Zudem siegte er in 3:07,58 min in der 4-mal-400-Meter-Staffel sowie in 3:19,29 min auch in der Mixed-Staffel. Im August belegte er bei den U20-Weltmeisterschaften in Cali in 46,31 s den fünften Platz im Einzelbewerb und verpasste mit der Staffel mit 3:10,17 min den Finaleinzug. Im Jahr darauf belegte er bei den Südostasienspielen in Phnom Penh in 46,90 s den vierten Platz über 400 Meter und kam über 800 Meter nicht ins Ziel. Zudem gewann er in der Mixed-Staffel in 3:23,02 min die Silbermedaille hinter dem vietnamesischen Team. Anschließend schied er bei den Asienmeisterschaften in Bangkok mit 46,43 s im Halbfinale über 400 Meter aus. Zudem belegte er in 3:05,63 min und 3:22,20 min jeweils den fünften Platz mit der Männerstaffel sowie in der Mixed-Staffel. Im Oktober belegte er bei den Asienspielen in Hangzhou in 1:50,50 min den sechsten Platz über 800 Meter und wurde mit der Staffel mit neuem Landesrekord von 3:04,23 min Vierter. 2025 verpasste er bei den Asienmeisterschaften in Gumi mit 1:50,91 min den Finaleinzug.

## Persönliche Bestleistungen
- 400 Meter: 46,13 s, 3. August 2022 in Cali (thailändischer U20-Rekord)
- 800 Meter: 1:48,18 min, 2. Oktober 2023 in Hangzhou (thailändischer Rekord)